# Pseudalosterna aureola
Pseudalosterna aureola är en skalbaggsart som beskrevs av Holzschuh 2006. Pseudalosterna aureola ingår i släktet Pseudalosterna och familjen långhorningar. Inga underarter finns listade i Catalogue of Life.